# El Recreo (Formosa)
El Recreo é um município da Argentina, localizada na província de Formosa.